# Łew Treszczakiwski
Łew Treszczakiwski (ur. 1810 w Stanisławowie, zm. 17 maja 1874) – ukraiński działacz społeczny, ksiądz greckokatolicki (pleban w Gródku), publicysta.
Był działaczem Głównej Rady Ruskiej i członkiem Matycy Hałycko-Ruskiej. W latach 1861–1866 był posłem do Sejmu Krajowego Galicji IV kurii obwodu Lwów, z okręgu wyborczego Gródek-Janów.
Pisał artykuły do gazet, m.in. do gazety Zoria Hałyćka, był również w 1855 autorem pierwszego ukraińskiego podręcznika pszczelarstwa – „Наука о пчоловодстві".